# طبقة (تعلم عميق)
الطبقة في نموذج التعلم العميق هي بنية أو طوبولوجيا شبكة في بنية النموذج، والتي تأخذ المعلومات من الطبقات السابقة ثم تمررها إلى الطبقة التالية.

## أنواع الطبقات
النوع الأول من الطبقات هو الطبقة الكثيفة (Dense layer)، وتسمى أيضًا الطبقة المتصلة بالكامل (fully-connected layer) وتستخدم للتمثيلات المجردة لمعطيات الإدخال. في هذه الطبقة، تتصل الخلايا العصبية بكل خلية عصبية في الطبقة السابقة. تُكدس هذه الطبقات في شبكات بيرسيبترون متعددة الطبقات.
تُستخدم الطبقة الترشيحية أو طبقة الطي (Convolutional layer) عادةً لمهام تحليل الصور. في هذه الطبقة، تكتشف الشبكة الحواف والأنسجة والأنماط. يتم بعد ذلك تغذية مخرجات هذه الطبقة إلى طبقة متصلة بالكامل لمزيد من المعالجة. أنظر أيضا: نموذج سي إن إن .
تُستخدم طبقة التجميع (Pooling layer) لتقليل حجم المُدخلات.
تُستخدم الطبقة المتكررة أو الطبقة التكرارية (Recurrent Layer) لمعالجة النص باستخدام وظيفة الذاكرة. على غرار الطبقة الترشيحية، عادةً ما تُغذى مخرجات الطبقات المتكررة إلى طبقة متصلة بالكامل لمزيد من المعالجة. أنظر أيضا: نموذج الشبكات العصبية المتكررة.
تقوم طبقة التسوية (Normalization layer) بضبط بيانات الإخراج من الطبقات السابقة لتحقيق توزيع منتظم. ويؤدي هذا إلى تحسين قابلية التوسع والتدريب النموذجي.